# Deák Sándor (színművész)
Deák Sándor (Brassó, 1909. december 5. – Budapest, 2002. június 13.) Jászai Mari-díjas magyar színész, érdemes- és kiváló művész. Felesége Havadi Nagy Ilona színésznő volt.

## Életpályája
1931-ben végzett az Országos Színészegyesület színiiskolájában. 1932-től Pécsett, majd két évig az Országos Kamaraszínházban volt színész. Később Miskolcon és Nyíregyházán lépett fel.
1944–45-ben a debreceni Csokonai Színház, 1946–1948 között pedig a Szegedi Nemzeti Színház tagja volt. 1948–1951 között a Bányász Színház, illetve a Honvéd Színház színművésze volt. 1951–1988 között a Vígszínházban játszott.
1975–1980 között a Színházi Dolgozók Szakszervezetének elnöke volt. 1988-ban nyugdíjba vonult.

## Színházi szerepei
A Színházi Adattárban regisztrált bemutatóinak száma: 105.
- Katona József: Bánk bán....II. Endre
- Wilder: A mi kis városunk....Gibbs dr.
- Birabeau: Nem vagyunk ördögök....William
- Hart–Kaufman: Így élni jó....Paul Sycamore
- William Shakespeare: Makrancos hölgy....Baptista
- Csehov: Leánykérés....Csubukov
- Móricz Zsigmond: Légy jó mindhalálig....Igazgató
- Fényes Szabolcs: Maya....Bambó
- Ferdinand: Új módszer....Igazgató
- William Shakespeare: A szentivánéji álom....Theseus
- Bíró Lajos: Kis Katalin....A király
- Gogol: A revizor....Amnosz Feodorovics Lyapkin Tyapkin járásbíró
- Bónyi–Tabi: Csipetnyi bors....Szabó Gáspár
- Steinbeck: Egerek és emberek....Slim
- Gogol: Leánynézők....Podkoljószin
- Fall: Az elvált asszony....Deesteldonk Lukács törvényszéki elnök
- Gárdonyi Géza: Annuska....Nagyistván Péter
- Priestley: Váratlan vendég....Gaole
- William Shakespeare: Lear király....Cornwall
- Dumas: A három testőr....XIII. Lajos
- Musatescu: Titanic keringő....Nercea
- Erdődy János: Martinovics halála....Laczkovics
- Shaw: Tanner John házassága....Ramsden Roebuck
- Gow–D’Usseau: Mélyek a gyökerek....Roy Maxwell
- Huszka Jenő: Gül Baba....Gül Baba
- Vörösmarty Mihály: Csongor és Tünde....Fejedelem
- Kanin: Ócskavas nagyban....Marry Brock
- Gergely Sándor: Vitézek és hősök....Kovács József
- Carlo Goldoni: A furfangos özvegy....Don Alvaro
- Mikszáth Kálmán: Különös házasság....Báró Déry István
- Gyárfás–Örkény: Zichy palota....Kék Mihály rendőr alhadnagy
- Molière: Tartuffe....Tartuffe
- Klein: A diadalmas asszony....Péter cár
- Kornyejcsuk: Csillagtárna....Pável Krugljak
- Lavrenyov: Akik a tengert járják....Charitonov
- Szobko: A második front mögött....Sam Gibson
- Strelkov: Felderítés....Dimo
- Szigligeti Ede: II. Rákóczi Ferenc fogsága....Kristóf
- Csirszkov: Győztesek....Muravjov
- Sándor Kálmán: A harag napja....Lukács Károly
- Rostand: Cyrano de Bergerac....Carbon de Castel-Jaloux
- Lehár Ferenc: Vándordiák (Garabonciás)....Diák
- Lavrenyov: Leszámolás....Artyom Godun
- Gyárfás Miklós: Forr a világ....Lada Pál
- Tolsztoj: Szellemesek (A felvilágosodás gyümölcsei)....Második muzsik
- Schiller: Tell Vilmos....Tell Vilmos
- Kárpáthy Gyula: Zrínyi....Moro
- Kornyejcsuk: A nagy műtét....Bereszt
- Gyárfás Miklós: Koratavasz....Csók Vince
- Shaw: Szent Johanna....Stogumber; Le Tremouille
- Hollós Korvin Lajos: Hunyadi....Brankovics György
- Ibsen: Kísértetek....Mamders tiszteletes
- Török Tamás: Esperanza....G. Molnár Márton
- Osztrovszkij: Erdő....Voszmibratov
- Stejn: Hotel Astoria....Trojan
- De Filippo: Az én családom....Michele Cuoco
- Illés Béla: Szivárvány....Landler Jenő
- Aljosin: Egyedül....Kravcov
- Dürrenmatt: Az öreg hölgy látogatása....Pap
- Tolsztoj: Háború és béke....Mihail Ilarjonovics Kutuzov
- Barnassin Anna: Idegen partok előtt....Fazekas András
- Lawrence–Lee: Aki szelet vet....Matthew Harrison Brady
- Plautus–Molière–Kleist–Giraudoux: Örök Amphitryon....Amphitryon
- Majakovszkij: Poloska....Öreg munkás; Elnök
- Kodolányi János: Békák tava....Németh Gyula
- Goethe: Faust....Az Úr
- Molnár Ferenc: Játék a kastélyban....Gál
- Robert–Duvier–Jeanson: Különös találkozó....Blanchet
- William Shakespeare: Romeo és Júlia....Capulet
- Svarc: Az árnyék....Pietro
- Thurzó Gábor: Hátsó ajtó....Szabó őrnagy
- O’Neill: Amerikai Elektra....Josian Borden; Ezra Mannon
- Tolsztoj: Anna Karenina....Kartaszov
- Vercors: Zoo avagy az emberbarát gyilkos....Vancryusen
- Thomas: Szegény Dániel....A csavargó
- Dosztojevszkij: A Karamazov testvérek....Rendőrfőnök
- Huxley: A Mona Lisa mosoly....A tábornok
- Thurzó Gábor: Az ördög ügyvédje....Szántay-Szinner
- Békeffi István: Egy asszonygyilkos vallomása....Pickler
- Dóczy Lajos: Csók....Fernando
- Bruckner: Angliai Erzsébet....Coke
- Ibsen: Solness építőmester....Herdal
- Déry Tibor: Tükör....Kuriai bíró
- Barta Lajos: Szerelem....Szalay
- O’Neill: Eljő a jeges....Pat McGloin
- Williams: Nyár és füst....Winemiller tiszteletes
- Galambos Lajos: Fegyverletétel....Dr. Szvetozár Zics
- Gyurkovics Tibor: Nagyvizit....Borbély
- Vampilov: Kaland a főmetőrrel....Rukoszujev
- Gorkij: Barbárok....Redozubov
- Kellér Andor: Bal négyes páholy....Rákosi Jenő
- Kisfaludy Károly: Hűség próbája....Bartók
- Tömöry Péter: Vőlegényfogó....Bödör
- Kleist: Homburg hercege....Dörfling tábornagy
- Pomerance: Az elefántember....Kalauz az Ostende–London közötti vonaton; Walsham How
- Csurka István: Reciprok komédia....Vasmunkás; Járókelő
- Schiller: Don Carlos....Medina Sidonia herceg
- Nemeskürty István: Hantjával ez takar....Keresztes-Fischer Lajos

## Magyar Rádió
- Kemény Egon–Gál György Sándor–Erdődy János: Komáromi farsang (1957), daljáték két részben
- Tolsztoj, Lev: Feltámadás (1958)
- Dold-Mihajlik: Ordasok között (1961)
- Euripidész: Alkésztisz (1961)
- Gyárfás Endre: Egy pillanat gyümölcse (1961)
- Hollós Korvin Lajos: Pázmán lovag (1962)
- Lunacsarszkij: Cromwell (1965)
- Illyés Gyula: Lélekbúvár (1966)
- Balogh László: Fekete tó, fekete ég (1967)
- Sarkadi Imre: A gyáva (1967)
- Hegedűs Géza: A veszedelem poétája (1968)
- Dorothy Sayers: A nagy sugallat (1969)

## Filmjei
| - Rákóczi hadnagya (1954) - Tökéletes férfi (1939) - Úri muri (1950) - Vihar (1951) - Felszabadult föld (1951) - Becsület és dicsőség (1951) - Déryné (1951) - Civil a pályán (1952) - Első fecskék (1952) - Semmelweis (1952) (új változat 1961-ben) - Tűzkeresztség (1952) - A harag napja (1953) - Állami Áruház (1953) - Föltámadott a tenger (1953) - A város alatt (1953) - Rákóczi hadnagya (1954) - A császár parancsára (1957) - Csigalépcső (1957) - Égi madár (1958) - Tegnap (1958) - Utolsó pillanat (1958) - Szegény gazdagok (1959) - Ház a sziklák alatt (1959) - A harminckilences dandár (film) (1959) - Álmatlan évek (1959) - Kard és kocka (1959) - A fekete szem éjszakája (1959) - Kálvária (1960) - Megöltek egy lányt (1961) - Két vallomás (1962) - Dani (1962) - Húsz évre egymástól (1962) - Lopott boldogság (1962) - Fotó Háber (1963) - Örökre eltiltva (1963) - A kőszívű ember fiai 1–2. (1964) - A pénzcsináló (1964) - Egy magyar nábob (1966) - Az orvos halála (1966) - Büdösvíz (1966) - Lássátok feleim! (1968) - A holtak visszajárnak (1968) - Végül (1974) - Talpuk alatt fütyül a szél (1976) | - Családfő (1958) - Kristóf, a magánzó (1965) - Iván Iljics halála (1965) - Princ, a katona (1967) - Mélyrétegben (1967) - Holtág (1968) - Sárga rózsa (1968) - Tizennégy vértanú (1970) - Eklézsia megkövetés (1970) - Egy éj az Aranybogárban (1971) - Egy óra múlva itt vagyok… (1971) - A fekete város (1971) - Különös vadászat (1972) - Az 1001. kilométer (1973) - Ozorai példa (1973) - Felelet (1975) - Beszterce ostroma (1976) - Bovári úr (1976) - Kántor (1976) - Tizenegy több mint három (1976) - Hívójel (1979) - Katonák (1979) - Gazdag szegények (1980) - Horváték (1981) - Liszt Ferenc (1982) - A néma levente (1982) - Mint oldott kéve (1983) - Egy lócsiszár virágvasárnapja (1985) - Széchenyi napjai (1985) - A falu jegyzője (1986) - Puskin utolsó napjai (1986) - Szindbád nyolcadik utazása (1989) |

## Szinkronszerepei
- A fáraó: Nitager – Wiktor Grotowicz
- Két élet: Borozgyin professzor – Lev Sverdlin
- Kezdetben az élet: Ezredes – Viktor Chekmaryov
- Rómeó és Júlia: Capulet – C. Aubrey Smith

## Díjai
- Jászai Mari-díj (1957)
- Érdemes művész (1964)
- Kiváló művész (1970)
- Hegedűs Gyula-emlékgyűrű (1971)
- SZOT-díj (1972)